# Mario Crvenka
Fra Mario Crvenka, punog imena Vladimir Mario Crvenka (Martin (Našice), 26. rujna 1944. - Novi Marof, 26. travnja 2019.), hrvatski katolički svećenik, franjevac, član Hrvatske franjevačke provincije sv. Ćirila i Metoda, kemičar, teolog, filozof, biolog Jedan od najplodonosnijih svećenika autora pisane riječi, pjesnik i prirodoslovac. Dobar je poznavatelj Svetoga Pisma i vitez Svetoga Groba. Višegodišnji stručni suradnik radijske emisije Ureda za medije Varaždinske biskupije.

## Životopis
Rođen je 1944. godine u Martinu, Našice od oca Antuna i matere Slavice r. Ressler. U Našicama je pohađao osnovnu školu i gimnaziju. U Rijeci i Schazu (Austrija) studirao je filozofiju i teologiju. Po završetku studija zaređen je 1970. za svećenika. U Austriji je studirao biologiju u Innsbrucku i doktorirao na području prirodnih znanosti, biokemijske znanosti 1977. godine. Službovao je nekoliko godina u Njemačkoj.  Bio je docent na Odjelu za kemiju Sveučilišta Koblenz-Landau. Napisao je brojne knjige i članke koje je objavio u domaćim i inozemnim stručnim publikacijama. Šest godina službovao je u slavonskobrodskom Franjevačkom samostanu Presvetog Trojstva, od 2008. do 2014. godine. Bio je vrlo omiljen u Slavonskom Brodu. Odlukom provincijala premješten je u franjevački samostan u Varaždin. U Slavonskom Brodu objavio je članke i kolumne (Katolički tjednik, Posavska Hrvatska, Brodski vjesnik...) te dao niz intervjua za radijske postaje, SBTV i dr. Mnogo je pridonio brodskoj Matici hrvatskoj i biblioteci Brodski krugovi. Preminuo je u Novom Marofu 26. travnja 2019. godine.
Od 1995. bio je član Papinskog reda Svetoga groba u Jeruzalemu.

## Djela
Ljubitelj je i pisac japanskih književnih formi; haiku, senrju (senryū), tanka (waka), haibun i dr. Njegova izabrana haiku djela zastupljena su u Antologiji hrvatskog haiku pjesništva 1996. – 2007. Nepokošeno nebo urednice Đurđe Vukelić-Rožić. Piše knjige s područja prirodoslovlja i teologije, te dvojezičnu (njemačku i hrvatsku) liriku. Nadahnuće mu je u životu bl. Edith Stein. Njegov književni opus obilježen je naglašenim filozofijskim i duhovnim diskursom, te djetinjstvom u rodnoj Slavoniji.

### Knjige
Napisao je knjige:
- Skriti izazovi, 2017.
- Mali put k Bogu, 2017.
- Muževi u Bibliji, Teovizija, 2017.
- Flora Požeške kotline i Slavonskog gorja (autor fotografija), 2016.
- Mali put k Bogu, 2017.
- Sunčani traci, 2016.
- Funkelnde Juwelen , 2015.
- Razgovor biljaka s Bogom, Teovizija, 2015.
- Žene u Bibliji (Audio knjiga) (zvučna knjiga u mp3 formatu),  Zaklada Čujem, vjerujem, vidim, 2015.
- Žene u Bibliji, Teovizija, 2015.
- S Biblijom u ruci, Teovizija, 2015.
- Korak po korak - kroz dane Korizme i Uskrsa, Karmelska izdanja, 2014.
- Minerali u Bibliji, Teovizija, 2014.
- Obuhvaćanje (Umfangen), zbirka pjesama, Matica hrvatska, 2013.
- Pet minuta s Ivanom evanđelistom, Teovizija, 2013.
- Biljke u Bibliji, Teovizija, 2013.
- Životinje u Bibliji, Teovizija, 2013.
- Pet minuta s Lukom evanđelistom, Teovizija, 2012.
- Devet dana s Edith Stein, Teovizija, 2012.
- Pet minuta s Markom evanđelistom, Teovizija, 2012.
- Marijine biljke, Teovizija, 2011.
- Pet minuta s Matejem evanđelistom, Teovizija, 2011.
- Križni put, Teovizija, 2010.
- Prirodne znanosti i religija, Kršćanska sadašnjost, 2010.
- Korak po korak: kroz korizmu do Uskrsa, Karitativni fond UPT Đakovo, 1999., 2009.
- Predah s Bogom, Svjetlo riječi, 2005.
- Hrvatske orhideje : slikovnica izabranih kaćuna, 1999.
- Edith Stein : životopis s dokumentima i slikama, 1998.
- Erinnerungen = Sjećanja, 1997.
- Atlas otrovnog bilja, 1996.
- Liječenje biljem : (s "Likarušom" iz Guče Gore), 1993.
- Korak po korak - kroz dane Došašća i Božića, Karmelska izdanja, 1991., 2013.

## Vanjske poveznice
- Varaždinske vijesti INTERVJU Pater Mario Crvenka: Ženama dati da obavljaju i neke crkvene službe, Napisao: Nikola Leskovar, 13. siječnja 2017.
- OFM  Arhivirana inačica izvorne stranice od 14. kolovoza 2017. (Wayback Machine) Mario Crvenka
- Fra Mario promišljanje evanđelja 2. uskrsne nedjelje 2017. godine -Kome da idemo? 2. uskrsna (A) 2017., kanal Varaždinske biskupije na YouTubeu, 21. travnja 2017.